# 成章
成章（1411年—？年），字文達，直隸省河間府景州人，明朝政治人物。

## 生平
正統十三年（1448年）戊辰科第三甲第八十名進士。官至都給事中。

## 家族
曾祖成通甫，祖成恩，父成材，母楊氏；繼母劉氏。